# Dmitrij Gołubiew
Dmitrij Pawłowicz Gołubiew (ros. Дмитрий Павлович Голубев, ur. 16 września?/29 września 1906 we wsi Uspienje w guberni kostromskiej, zm. 5 czerwca 1991 w Jarosławiu) – radziecki chirurg, Bohater Pracy Socjalistycznej (1969).

## Życiorys
W 1922 skończył szkołę średnią, od 1923 studiował na Wydziale Medycznym Jarosławskiego Uniwersytetu Medycznego, po zamknięciu którego w 1924 kontynuował studia w Astrachańskim Państwowym Instytucie Medycznym (do 1928), pracował w arteli studenckiej, a po ukończeniu studiów został lekarzem w szpitalu w miejscowości Prosnica (obecnie w obwodzie kirowskim) i potem w Kostromie. Następnie pracował w szpitalu w miejscowości Bolszyje Soli w obwodzie jarosławskim, od jesieni 1938 uczył się na aspiranturze w Leningradzkim Instytucie Doskonalenia Lekarzy. W 1939 został powołany do Armii Czerwonej, brał udział w wojnie z Finlandią jako chirurg szpitala polowego 7 Armii, w kwietniu 1940 został zwolniony do rezerwy po zakończeniu wojny, po czym kontynuował studia aspiranckie. W 1941 ponownie został zmobilizowany do armii, podczas wojny z Niemcami kierował oddziałem chirurgicznym w szpitalu polowym. Był ranny. Od 1944 należał do WKP(b). Po wojnie został głównym chirurgiem Północnej Grupy Wojsk, w 1957 został zwolniony do rezerwy w stopniu pułkownika służby medycznej. Od 1962 pracował jako chirurg w Jarosławiu, gdzie w 1965 został głównym chirurgiem miasta (do 1977). Łącznie przeprowadził ponad 12 tysięcy operacji. Od 1969 do 1977 był deputowanym rady miejskiej.

## Odznaczenia
- Medal Sierp i Młot Bohatera Pracy Socjalistycznej (4 lutego 1969)
- Order Lenina (4 lutego 1969)
- Order Wojny Ojczyźnianej II klasy (dwukrotnie, 4 lutego 1946 i 11 marca 1985)
- Order Czerwonego Sztandaru Pracy (2 grudnia 1966)
- Order Czerwonej Gwiazdy (trzykrotnie, w tym 7 kwietnia 1940)

Otrzymał także medale.